# Tadeusz Halawa
Tadeusz Franciszek Halawa (ur. 9 sierpnia 1925 we Lwowie, zm. 20 lipca 2016 we Wrocławiu) – polski specjalista w zakresie energetyki, prof. dr hab. inż.

## Życiorys
Obronił pracę doktorską, następnie uzyskał stopień doktora habilitowanego. 20 maja 1988 nadano mu tytuł profesora w zakresie nauk technicznych. Został zatrudniony w Instytucie Automatyki Systemów Energetycznych Sp. z o.o..
Zmarł 20 lipca 2016.

## Odznaczenia
- Krzyż Oficerski Orderu Odrodzenia Polski (1999)[1][3]